# Scottish Division One 1927/1928
Třicátý osmý ročník Scottish Division One (1. skotské fotbalové ligy) se konal od 13. srpna 1927 do 28. dubna 1928.
Soutěže se zúčastnilo opět 20 klubů a vyhrál ji pošestnácté ve své historii a obhájce titulu Rangers FC. Nejlepším střelcem se stal opět hráč Celtic FC Jimmy McGrory, který vstřelil 47 branek.